# Жоли, Ева
Ева Жоли (фр. Eva Joly, урожденная Гру Ева Фарсет фр. Gro Eva Farseth, род. 5 декабря 1943, Осло, Норвегия) — французский магистрат франко-норвежской национальности, а также политическая деятельница.
В 2009 году становится депутатом Европейского парламента от избирательной коалиции Европа Экология. 12 июля 2011 года, Жоли избрана кандидатом в президенты Франции 2012 года от лево-зелёной партии Европа Экология — «Зелёные».

## Биография

### Юность. Семья
Гру Ева Фарсет родилась в 1943 году в скромной семье, живущей в одном из рабочих кварталах Осло.
Заняв третье место на конкурсе красоты Мисс Норвегия, восемнадцатилетняя Ева покидает родную страну и поступает на юридический факультет в Париже. Параллельно с учёбой, она устраивается на работу в качестве гувернантки au pair в семье Жоли. Именно на этой работе она знакомится с Паскалем Жоли, старшим сыном семьи и студентом медфака, за которого выходит замуж в 1967 году. У пары рождаются дочка, будущая юристка, и сын, ставший впоследствии архитектором.

### Карьера
Окончив университет, Жоли работает юридическим консультантом в психиатрической клинике . Однако в 38 лет Жоли решается на перемену деятельности, поступив в школу судей. От помощника судьи в Орлеане, Жоли дослуживается до финансового управления Дворца правосудия.
Широкую известность Жоли приобретает в качестве судьи по экономическим вопросам. Известностью она, в частности, обязана расследованию скандального «дела Эльф» (фр. Affaire Elf) 1996 года, в результате которого руководство нефтяной компании Elf Aquitaine и некоторые политики подверглись обвинению в получении взяток, общей суммой в сотни миллионов евро, за заключение контрактов в Африке и отмывание государственных средств  .